# Ougeotte
L'Ougeotte est une rivière de la Haute-Saône et un sous-affluent du Rhône par la Saône.

## Géographie
Elle prend sa source à Ouge, village dont elle tire son nom. Elle reçoit le Gailley à Chauvirey-le-Vieil, puis le ruisseau des Écrevisses au droit de l'ancien moulin d'Agneaucourt. Elle rejoint la Saône près de Montureux-lès-Baulay. Elle a un parcours ouest vers est.
Plus aucun moulin ne vient distraire les flots ; en revanche au début du XIXe siècle, nombreux étaient sur son cours :
- Ouge : le Moulinot
- Chauvirey : le Bouvot, le Maublanc, la Guerelle, le Grand Moulin
- Montigny-lès-Cherlieu : Montigny, Agneaucourt, et sur le ruisseau affluent : le Ferry et le Battant
- Noroy
- Bougey : la Perrière
- Gevigney : Vachez, le Moulin Neuf
- Montureux-lès-Baulay